# Analyse canonique des corrélations
L'analyse canonique des corrélations, parfois aussi nommé analyse des corrélations canoniques, (canonical-correlation analysis  en anglais) permet de comparer deux groupes de variables quantitatives appliqués tous deux sur les mêmes individus. Le but de l'analyse canonique est de comparer ces deux groupes de variables pour savoir s'ils décrivent un même phénomène, auquel cas on pourra se passer d'un des deux groupes de variables. 
Un exemple parlant est celui des analyses médicales effectuées sur les mêmes échantillons par deux laboratoires différents. L'analyse canonique généralise des méthodes aussi diverses que la régression linéaire multiple, l'analyse discriminante et l'analyse factorielle des correspondances.

## Définition mathématique

Analyse Canonique des Correlations : matrices des corrélations sur les données nutrimouse du package CCA de R d'après l'article d'Ignacio et al. dans Journal of Statistical Software (volume 23, issue 12, January 2008)

Soient deux vecteurs colonnes X et Y de dimensions respectives n et  m : {\displaystyle X=(x_{1},\dots ,x_{n})^{\mathrm {T} }}et {\displaystyle Y=(y_{1},\dots ,y_{m})^{\mathrm {T} }}de variables aléatoires ayant un moment d'ordre deux fini. On peut définir la covariance croisée {\displaystyle \Sigma _{XY}=\operatorname {cov} (X,Y)} comme la matrice de taille n × m dont l'élément (i,j) est la covariance de xi et yj. En pratique, cette covariance est souvent estimée à partir d'un échantillon de X et Y, c'est-à-dire d'après deux matrices dont chaque colonne est une réalisation de X et Y. 
L'analyse canonique des corrélations recherche deux vecteurs a et b de dimensions respectives n et  m qui maximisent la corrélation entre les produits scalaires (a·X) et  (b·Y). En d'autres termes :
{\displaystyle (a^{*},b^{*})={\underset {(a,b)}{\operatorname {argmax} }}\operatorname {corr} (a^{\mathrm {T} }X,b^{\mathrm {T} }Y)}
Pour avoir une solution unique, on peut rajouter une contrainte sur les variances tel que : 
{\displaystyle \operatorname {var} (a^{\mathrm {T} }X)=\operatorname {var} (b^{\mathrm {T} }Y)=1.}
Les variables aléatoires U = a·X  et V = b·Y sont la première paire de variables canoniques. On peut alors répéter la procédure pour obtenir une seconde paire de variables non corrélée à la première et ainsi de suite : 

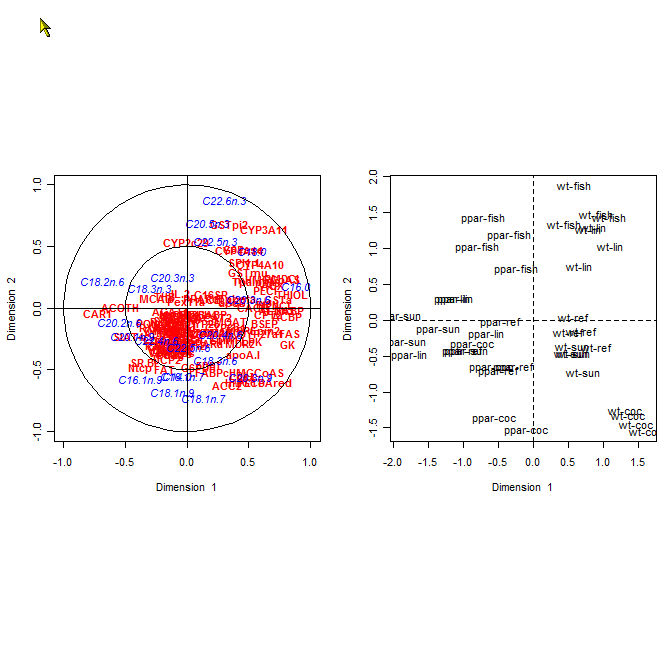
Analyse Canonique des Correlations : représentation des variables et des individus dans le plan des deux premières variables canoniques sur les données nutrimouse du package CCA de R d'après l'article d'Ignacio et al. dans Journal of Statistical Software (volume 23, issue 12, January 2008)

{\displaystyle (a_{k},b_{k})={\underset {(a,b)}{\operatorname {argmax} }}\operatorname {corr} (a^{T}X,b^{T}Y)\quad {\text{sous contrainte que }}\operatorname {cov} (a^{T}X,a_{j}^{T}X)=\operatorname {cov} (b^{T}Y,b_{j}^{T}Y)=0{\text{ for }}j=1,\dots ,k-1.}

#### Ouvrages spécialisés
1. 1 2  Saporta 2006, p. 189-190

#### Articles publiés sur internet
1. ↑  [PDF]Frédéric Bertran, « Analyse canonique », 2005 (consulté le 15 novembre 2011)
2. 1 2  [PDF](en) Ignacio Gonzalez, Sébastien Déjean, Pascal G. P. Martin, Alain Baccini, « « CCA: An R Package to Extend Canonical Correlation Analysis » », 2008 (consulté le 19 novembre 2011)